# Laghi amari
I due Laghi Amari, il piccolo e il grande, si trovano lungo il canale di Suez. Il Grande Lago Amaro in arabo  البحيرة المرة الكبرى‎?, al-Buhayra al-Murra al-Kubrā è un lago salato situato tra l'Africa e il Sinai che divide in una parte nord e in una parte sud il canale di Suez. È unito al Piccolo Lago Amaro (in arabo البحيرة المرة الصغرى‎?, al-Buhayra al-Murra al-Sughrā). Giacché il canale non ha dighe, l'acqua fluisce liberamente dal Mar Mediterraneo e dal Mar Rosso, rimpiazzando quella persa per evaporazione. 

## Eventi storici
Dopo l'armistizio dell'otto settembre (1943), il Grande Lago Amaro fu usato dagli Alleati per ospitare le navi da battaglia italiane che si erano consegnate a Malta; fra le navi ospitate nel bacino ci furono le corazzate Vittorio Veneto e Italia.
Nel febbraio del 1945 il Grande Lago Amaro fu scelto dal presidente statunitense Franklin Delano Roosevelt, di ritorno dalla conferenza di Jalta, per una serie di incontri diplomatici con il re Fārūq I d'Egitto, l'imperatore d'Etiopia Hailé Selassié e il re dell'Arabia Saudita Abd al-Aziz. Gli incontri si svolsero a bordo dell'incrociatore USS Quincy.